# جيوفاني كارو
جيوفاني كارو (بالإسبانية: Giovanni Caro)‏ مواليد 14 نوفمبر 1983 في مدينة مكسيكو، المكسيك، هو ملاكم محترف مكسيكي يصنف ضمن فئة وزن الديك.

## إحصائيات
خاض خلال مسيرته 45 نزالا، فاز في 24 وتعادل في 4 وخسر في 17. فاز بالضربة القاضية في 19 نزالا.

## روابط خارجية
- جيوفاني كارو على موقع بوكس ريك (الإنجليزية) (registration required)